# Columbo: Todessymphonie
Todessymphonie (Originaltitel: The Bye-Bye Sky High IQ Murder Case) ist eine erstmals im Rahmen der NBC-Sunday-Mystery-Movie-Serie gesendete Episode der Kriminalfilm-Reihe Columbo aus dem Jahr 1977. Die deutschsprachige Erstausstrahlung der dritten Folge der sechsten Staffel folgte erst 1992 auf RTL plus. Der US-amerikanische Schauspieler Theodore Bikel verkörpert als Oliver Brandt, Mitglied und Buchhalter einer Eliteorganisation, den Gegenspieler von Inspektor Columbo, dargestellt von Peter Falk.

## Handlung
Oliver Brandt ist Buchhalter der SIGma-Gesellschaft, einer Gruppe von hochintelligenten Mitgliedern ähnlich der Vereinigung Mensa. Brandt hat Gelder unterschlagen, damit er nach finanziellen Verlusten weiterhin den exzessiven Lebenswandel seiner Ehefrau Vivian bezahlen kann. Da sein langjähriger Freund und Geschäftspartner Bertie Hastings die frisierten Konten entdeckt hat, bereitet Brandt ein ausgeklügeltes Verbrechen in der Bibliothek des Clubhauses vor: Mithilfe eines programmierbaren Schallplattenspielers, eines Lexikons sowie Knallkörpern und anderen Utensilien soll der Mord an Hastings vorgetäuscht werden, nachdem er die Tat bereits begangen hat und demzufolge ein Alibi besitzt. Brandt begibt sich anschließend zu einer turnusmäßigen Versammlung der restlichen Mitglieder. Während einer privaten Unterredung in der oben gelegenen Bibliothek wird er später von Hastings mit den erwarteten Vorwürfen konfrontiert. Um einer drohenden Veröffentlichung der Verfehlungen zu entgehen, greift Brandt nach seiner schallgedämpften Waffe und schießt zweimal auf Hastings. Danach öffnet er den Nebeneingang zum Zimmer, schaltet den Plattenspieler ein und legt das schwere Buch auf die Tischkante. Ferner befestigt er zwei Kabelklemmen am Tonarm und platziert einen Filzstift in dessen Nähe. Die Tatwaffe deponiert er in einem Regenschirm, den er im Kamin versteckt.
Brandt kehrt zum Treffen im Erdgeschoss zurück, wo das Beisammensein kurz darauf durch Schuss- und Fallgeräusche im Obergeschoss unterbrochen wird. Als die Gruppe die Haupttür zur Bibliothek öffnet und das erschossene Opfer findet, schlägt die zweite Tür am anderen Ende des Raumes zu. Alle Anwesenden sollen glauben, dass der Mörder durch den Hinterausgang geflohen ist. Columbo und seine Kollegen treffen kurz darauf am Tatort ein. Die Clubmitglieder widersprechen sich in ihren Aussagen, sodass der Inspektor einige Mühe hat, den Tathergang zu rekonstruieren. So klafft zwischen den vermeintlichen Schüssen und dem Zufallen der Tür eine zeitliche Lücke. Warum hat der Täter seine Flucht hinausgezögert? Darüber hinaus fiel der Körper offenbar bereits nach dem ersten Schuss zu Boden. Brandt kommt am Abend nach Hause und berichtet seiner Frau von den Ereignissen. Am nächsten Tag nimmt er die Mordwaffe aus dem Regenschirm und geht im Park spazieren. Dort trifft er auf Columbo, der sich zuvor nach seinem Aufenthaltsort erkundigt hat. Nur mit Mühe gelingt es Brandt, das Beweisstück rechtzeitig in einem Mülleimer zu entsorgen.
Im Clubhaus setzt der Inspektor derweil seine Untersuchungen fort. Bei der Befragung stellen die exzentrischen Mitglieder diverse Theorien auf, die schnell widerlegt werden können. Columbo fährt weiter in Brandts Haus und entdeckt im Wohnzimmer einen Plattenspieler des gleichen Typs wie in der Bibliothek. Interessiert lässt er sich von Vivian die Funktionsweise erläutern. Im Anschluss macht er sich auf den Weg in ein Nachtlokal, um den kürzlich zum Buchhalter beförderten George Camponella aufzusuchen. Der Inspektor hat zwischenzeitlich von möglichen Unregelmäßigkeiten in den Geschäftsbüchern erfahren und setzt Brandts ehemaligen Sekretär unter Druck. Dieser bestätigt daraufhin die systematische Veruntreuung von Geldern. Für die Weitergabe von Informationen über seinen missliebigen Konkurrenten Alvin Metzler, der Brandt ebenfalls durchschaut hat, wurde Camponella von seinem Vorgesetzten mit dem beruflichen Aufstieg belohnt. Columbo wiegt Brandt zunächst in Sicherheit und erklärt, Hastings sei möglicherweise selbst für die „kreative Buchführung“ verantwortlich gewesen. Der verzweifelte Brandt gesteht seiner Frau nun die Unterschlagung, hofft bei ihr allerdings vergeblich auf Verständnis.
Am Abend wird der Verdächtige in den Club gebeten, um Columbo bei der endgültigen Aufklärung des Falles zu unterstützen. Auf der Treppe zur Bibliothek hört Brandt dieselbe klassische Musik wie am Mordabend sowie zwei Knallgeräusche. Sergeant Burke hindert ihn an der Flucht. Panisch kehrt er zum Tatort zurück und wird vom Inspektor über den Stand der Ermittlungen informiert. Die kleinen Feuerwerkskörper müssen durch die Bewegung des Tonarms gezündet worden sein – und zwar zu einem Zeitpunkt, der mittels automatischer Titelanwahl vorher festgelegt werden konnte. Bei seinem Besuch in Brandts Haus habe Columbo außerdem „versehentlich“ dessen Regenschirm statt seinen eigenen mitgenommen und dem Polizeilabor übergeben. Am Schirm befanden sich Brandspuren und Rußpartikel vom Kamin. Zur vollständigen Lösung des Rätsels fehle ihm jedoch ein entscheidendes Detail: Wie konnte das Geräusch eines fallenden Körpers zwischen den beiden Schüssen unter Einsatz des Wörterbuches erzeugt werden? Columbo gibt vor, Brandts genialen Verstand anzuzweifeln, indem er behauptet, der Clubpräsident Jason Danziger habe die Antwort gefunden: Vibrationen der ersten Explosion hätten das Lexikon zum Fallen gebracht. Weil seine sorgfältig geplante und ausgeführte Tat damit wie die eines Dilettanten aussieht, korrigiert Brandt in seiner Unbeherrschtheit den Fehler und demonstriert den tatsächlichen Ablauf: Der Tonarm berührt den Stift nach Auslösung der ersten Zündung, woraufhin dieser das Buch aus dem Gleichgewicht bringt. Mit diesem Insiderwissen hat er sich selbst verraten.

## Besetzung und Synchronisation
Die deutschsprachige Synchronfassung entstand im Jahr 1992 bei der Alster Studios Synchron.
| Figur              | Darsteller       | Deutscher Sprecher |
| ------------------ | ---------------- | ------------------ |
| Lieutenant Columbo | Peter Falk       | Claus Biederstaedt |
| Gaststars          |                  |                    |
| Oliver Brandt      | Theodore Bikel   | Horst Breiter      |
| Mike Marks         | Kenneth Mars     | Peter Kirchberger  |
| Bertie Hastings    | Sorrell Booke    | Utz Richter        |
| Vivian Brandt      | Samantha Eggar   | Traudel Sperber    |
| Weitere Darsteller |                  |                    |
| Jason Danziger     | Basil Hoffman    | Eberhard Haar      |
| George Camponella  | Howard McGillin  |                    |
| Mr. Wagner         | George Sperdakos |                    |
| Sergeant Burke     | Todd Martin      | Klaus Nietz        |
| Miss Eisenback     | Dorrie Thomson   |                    |
| Caroline Treynor   | Carol Jones      |                    |
| Kellnerin          | Jamie Lee Curtis |                    |
| Suzy               | Kathleen King    | Saskia Bellahn     |
| Empfangsdame       | Mitzi Rogers     | Astrid Kollex      |

## Rezeption
Die Fernsehzeitschrift TV Spielfilm vergab eine neutrale Wertung (Daumen mittig): „Der Schnüffler war schon in besserer Form.“
Der Autor Michael Striss wertete mit einem von vier Sternen (mangelhaft). Er bemängelte insbesondere die Charakterisierung der Rollen und die Besetzung des Widersachers: „Diese Episode hat mehr Schwächen als Stärken. Die Zeichnung aller Charaktere bleibt entweder undeutlich oder wird ins Groteske überzeichnet. Die Clubmitglieder erscheinen durchweg als äußerst verschroben, wenn sie Columbo verschiedenste Mordtheorien aufdrängen. Völlig unglaubwürdig ist die Hauptfigur, die in keinster Weise souverän wirkt, wie man es von einem derart intelligenten Menschen erwarten dürfte. Vom ersten Augenblick an scheint er vor Columbo auf der Flucht zu sein. Er ist damit kein ernstzunehmender Gegner. Mit Theodore Bikel ist diese Rolle fehlbesetzt. […] Ein Riese ja – als Geistesriese kann er nicht überzeugen. […] Unter den Hochintelligenten ist schließlich doch der Proleten-Bulle der klügste Kopf. Und nicht nur das: Er stellt auch Einfühlungsvermögen unter Beweis. Caroline, einem 14 Jahre jungen Genie, macht er ein besonders schönes Kompliment, indem er eine häufig benutzte, klischeehafte Phrase einfach umkehrt: »Du hast nicht nur einen bemerkenswerten Verstand, sondern bist außerdem noch ein besonders hübsches Mädchen.«“
Der Autor Mark Dawidziak ergänzte: „Das Rätsel ist in zweierlei Hinsicht unbefriedigend. Erstens ist es höchst unwahrscheinlich, dass ein Mann von Olivers hoher Intelligenz sich wissentlich einem so beachtlichen Gegner gegenüberstellt und auf so dumme Weise belastet. Obwohl wirkungsvoll inszeniert, kann der Höhepunkt überhaupt nicht überzeugen. […] Zweitens hat der Schriftsteller Robert Malcolm Young ihn zu kraftlos gezeichnet, als er versuchte, Oliver zu einem der sympathischeren Columbo-Mörder zu machen. Der Spaß besteht immer darin, sich zu fragen, wie um alles in der Welt Columbo seinen Verdächtigen fangen wird. […] Bei diesem Katz-und-Maus-Spiel gibt es keine Herausforderung. Das ist alles zu einseitig. Man möchte, dass Columbo den Fall abschließt und diesen armen schwitzenden Kerl von seinem Elend erlöst.“